# 多梳家族蛋白
多梳家族蛋白（英語：Polycomb-group proteins）是在果蝇中首次发现的能够重塑染色质从而使基因在表观遗传上沉默的一类蛋白质家族。多梳家族蛋白因其可在黑腹果蝇的胚胎發育过程中通过调整染色质结构沉默同源异形基因而著名。

## 昆虫中
果蝇属的三胸家族（trxG）与多梳家族（PcG）蛋白的作用是相互拮抗的，他们都与被称为细胞记忆模块（CMMs）的染色体元件发生相互作用。三胸家族（trxG）蛋白维持着基因表达的活性状态，多梳家族（PcG）蛋白通过抑制染色体活性而对冲这种激活作用，这种抑制功能在多个细胞世代中一直保持稳定，只能通过生殖细胞分化过程才能得到逆转。多梳基因复合物所介导的沉默至少需要三类多蛋白复合物：PRC1（多梳抑制复合物1）、PRC2与PhoRC。这些复合物共同作用才能达到抑制的效果。

## 哺乳动物中
多梳家族的基因表达在哺乳动物中对发育的多个方面有着重要作用。Bmi1多梳RING指结构域蛋白促使神经干细胞自我更新。鼠科PRC2基因的无效突变体会导致胚胎死亡，但大多数PRC1的突变体则生下来就是同源异形突变体，后者导致围生期死亡。相反的是PcG蛋白过表达会与多种肿瘤的严重程度和侵袭力成正相关。哺乳动物的PRC1核心复合物与果蝇的非常相似。已知多梳Bmi1可调ink4基因座（p16Ink4a和p19Arf）。

## 植物中

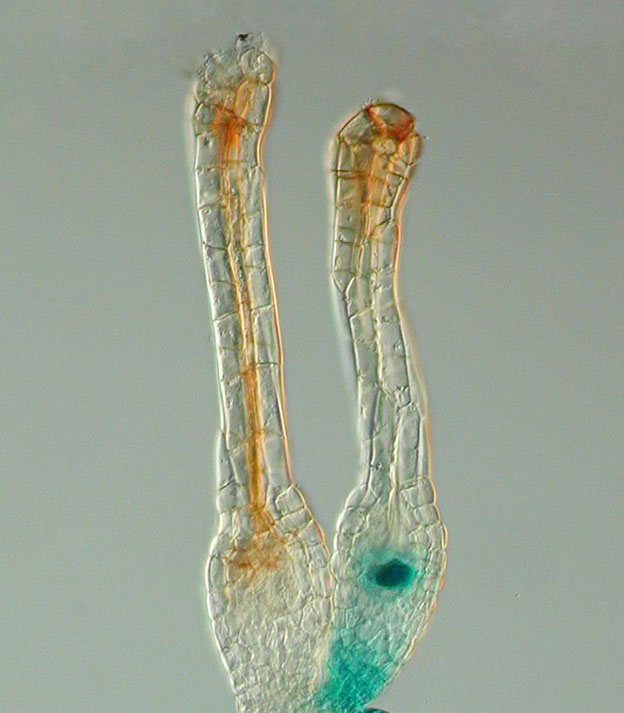
多梳基因FIE在未受精卵（右）中表达（蓝色）；但在正处于发育过程的二倍孢子体（左）中表达终止。

PcG蛋白FIE在小立碗藓中特异性表达于如未受精卵细胞等的干细胞中，这一点通过组织化学GUS染色后显示出的蓝色进行识别。在受精后的早期胚胎FIE基因很快失活。
对于哺乳动物中：保持细胞处于分化状态来说，PcG是必不可少的；植物中则不是这样的：继发地缺失PcG会导致去分化，促进胚胎发育。
多梳家族蛋白通过沉默开花基因座C基因而干扰其对开花的控制。开花基因座C基因是植物中抑制开花通路中的关键环节，在冬季该基因是被沉默的，这被认为是干扰植物春化现象的主要因素。

## 深入阅读
- Schwartz YB, Pirrotta V. . Nat. Rev. Genet. January 2007, 8 (1): 9–22. PMID 17173055. doi:10.1038/nrg1981.
- Schuettengruber B, Chourrout D, Vervoort M, Leblanc B, Cavalli G. . Cell. February 2007, 128 (4): 735–45. PMID 17320510. doi:10.1016/j.cell.2007.02.009.

- Pirrotta V, Li HB. "A view of nuclear Polycomb bodies." Curr Opin Genet Dev. 2012 Apr;22(2):101-9. doi: 10.1016/j.gde.2011.11.004.  PMID 22178420  （页面存档备份，存于）